# Теріофауна України
Теріофауна України — складний багатовидовий комплекс тварин, представлений ссавцями. Поняття стосується, як правило, диких тварин. Розрізняють як теріофауну великих регіонів (континенту, країни), так і зональні комплекси (теріофауна Степу, Карпат, Криму тощо) і різноманітні субфауни (фауна міст, агроценозів, лісу, луків) або окремих місцезнаходжень (теріофауна заповідника, річкової долини тощо).

## Варіанти розгляду поняття
Теріофауну будь-якої країни розглядають не тільки в цілому, але й відповідно до різних систем їх класифікування (диференціації списків фауни). Поміж інших, дослідники розрізняють такі варіанти (приклади):
- Викопна теріофауна, або копальна теріофауна України
- Плейстоценові (гологенові/міоценові тощо) ссавці з території України
- Рецентна теріофауна, або сучасна (нам) фауна ссавців України
- Дика теріофауна (у сенсі wildlife) України
- аборигенна та адвентивна фауна (правильніше прийнято говорити про види),
- Раритетна теріофауна як складова раритетної фауни (поняття до 1990 р. стосувалося виключно рослин і введено в зоологію працями І. Загороднюка),
- Водна теріофауна або морська теріофауна як частина біологічного різноманіття, пов'язана з мешканцями водного середовища (наприклад, ондатра, видра, рясоніжка, дельфін тощо).

## Теріофауністичні комплекси і їх складові
- Лісові звірі — дуже популярний об'єкт у лісівничих спеціальностях. існує загальновизнаний навчальний курс «Біологія лісових птахів і звірів».
- Сільськогосподарські звірі — весь комплекс «корисних» для сільського господарства видів ссавців, від тварин, яких розводять заради біоресурсу (свині, корови, вівці) до тварин, які можуть самі бути нестандартним ресурсом (їздові коні, службові пси тощо).
- Мисливські звірі — види з числа мисливської фауни, дозволеної для розведення і здобування.

Теріофауна завжди була об'єктом уваги при всіх біогеографічних порівняннях і, зокрема, підставою для визначення центрів зоогеографічних просторових одиниць і проведення меж між ними. Такі дані, зокрема, активно використанні в спеціальних зоогеографічних працях М. Шарлеманя, О. Мигуліна, І. Пузанова, М. Щербака, К. Татаринова, В. Поліщука та ін.

### Теріофауна міст України
В містах складаються особливі умови для існування дикої теріофауни.
Головними особливостями є:
- зменшення частки диких видів і зростання частки свійських
- велика частка тварин, які перебувають у складі угруповань тимчасово
- мінімізація розмірів тварин і переважання дрібнорозмірних видів
- формування динамічних угруповань з переважанням рукокрилих і мишоподібних

### Теріофауна Карпат
докладніше див.: Теріофауна Карпат
Особливістю теріофауни Карпат є її належність до біотичних комплексів альпійської смуги, і Карпати є продовженням розташованих західніше альпійських комплексів. Одночасно, у Карпатах (переважно у лісовому поясі північних макросхилів) присутні бореальні види. Альпійські угруповання мають острівний характер і цілком ізольовані від інших подібних угруповань, в Карпатах вони представлені кількома ізолятами, з яких найбільшими є комплекси в межах гірських масивів Татри та Чорногора. Характерні ендеміки та напівендеміки, у тому числі серед гризунів. Рівень ендемізму невисокий (порівняно з Кримом), проте вищий за всі інші природні комплекси України.

### Теріофауна Криму
докладніше див.: Фауна Криму
Особливістю теріофауни Криму є її острівний характер, значна ізольованість від материкових фаун та надзвичайно тісне поєднання і переплетення лісових і степових, гірських і рівнинних комплексів. Загалом для теріофауни Криму характерні збіднений склад усіх типів угруповань порівняно з прилеглими регіонами.
Дослідження теріофауни Криму забезпечені понад 200-річним інтересом до неї багатьох відомих дослідників: Петра Палласа, Олександра Нордмана, Олександра Браунера, Богдана Волянського, Костянтина Флерова, Івана Пузанова, Альфреда Дулицького та ін.
В межах Кримської теріофауни виділяють низку окремих зональних комплексів, з яких найбільшу увагу дослідники приділяють таким:
- Степові теріокомплекси;
- Гірсько-лісові теріокомплекси;
- Урбаністичні теріокомплекси;
- Теріофауна південнобережжя.

## Найголовніші огляди (у хронології)
| - Zawadzki A. Fauna der galizisch bukowinischen Wirbethiere. — Stuttgart: Schmeizerbarts Verlag., 1840. — 195 S. => теріологічна частина: Zawadzki A. Saugetiere. Mammalia. Sssace: P. 13-35. - Мигулин А. А. Млекопитающие Харьковской губернии. — Харьков, 1917. — 74 с. - Шарлемань М. Звірі України. Короткий порадник до визначання, збірання і спостерігання ссавців (Mammalia) України. — Київ: Всеукр. кооп. видавн. союз (Вукоопспілка), 1920. — 83 с. - Храневич В. Ссавці Поділля. Огляд систематичний. — Вінниця: Віндерждрук ім. Леніна, 1925. — 31 с. — (Кабінет виучування Поділля. Вип. 4). - Підоплічка I. Г. Шкідливі гризуни Правобережного Лісостепу та значення окремих груп в сільському господарстві. — Київ: Київська крайова с.-г. дослідна станція, 1930. — Вип. 63. — 81 с. - Мигулін О. О. Звірі УРСР (матеріали до фауни). — Київ: Вид-во АН УРСР, 1938. — 426 с. - Гептнер В. Г. Морозова-Турова Л. Г., Цалкин В. И. Вредные и полезные звери районов полезащит-ных насаждений. — Москва: Изд-во МГУ, 1950. — 452 с. - Татаринов К. А. Звірі західних областей України (Матеріали до вивчення фауни Української РСР). — Київ: Вид-во Академії наук Української РСР, 1956. — 188 с. - Клейненберг С. Е. Млекопитающие Черного и Азовского морей. Опыт биолого-промыслового исследования. — Москва: Изд-во АН СССР, 1956. — 288 с. - Сокур I. Т. Ссавці фауни України та їх господарське значення. — Київ: Держучпедвид., 1960. — 211 с. - Громов И. М. Ископаемые верхнечетвертичные грызуны предгорного Крыма. — Москва, 1961. — 190 с. — (Труды Комиссии по изучению четвертичного периода. Вып. 27). | - Топачевский В. А. Насекомоядные и грызуны ногайской позднеплиоценовой фауны. — Київ: Наукова думка, 1965. — 164 с. - Топачевский В. А. Грызуны таманского фаунистического комплекса Крыма. — Київ: Наукова думка, 1973. — 235 с. - Турянин I. I. Хутрово-промислові звірі та мисливські птахи Карпат. — Ужгород, 1975. — 176 с. - Рековец Л. И. Микротериофауна деснянско-поднепровского позднего палеолита. — Київ: Наукова думка, 1985. — 166 с. - Рековец Л. И. Мелкие млекопитающие антропогена юга Восточной Европы. — Київ: Наукова думка, 1994. — 371 с. - Загороднюк I., Покиньчереда В., Киселюк О., Довганич Я. Теріофауна Карпатського біосферного заповідника. — Київ: Інститут зоології НАН України, 1997. — 60 с. — (Вісник зоології, окремий випуск № 5). - Ссавці України під охороною Бернської конвенції / За редакцією І. В. Загороднюка. Київ, 1999. — 222 с. — (Праці Теріологічної Школи, Вип. 2). - Дулицкий А. И. Биоразнообразие Крыма. Млекопитающие: история, состояние, охрана, перспективы. — Симферополь: СОНАТ, 2001. — 208 с. - Теріофауна сходу України. Пам'яті Олександра Кондратенка / Під ред. І. Загороднюка. — Луганськ, 2006. — 352 с. — (Праці Теріологічної Школи, Вип. 7). - Булахов В. Л., Пахомов О. Є. Біологічне різноманіття України. Дніпропетровська область. Ссавці (Mammalia). — Дніпропетровськ: Вид-во Дніпропетр. ун-ту, 2006. — 356 с. - Раритетна теріофауна та її охорона / За редакцією І. Загороднюка. — Луганськ, 2008. — 312 с. (Серія: Праці Теріологічної Школи. Випуск 9). - Загороднюк І. В. Таксономія і номенклатура немишовидних гризунів фауни України // Збірник праць Зоологічного музею. — Київ, 2008—2009. — № 40. — С. 147—185. |